# جرادة (مدينة)
جرادة: مدينة مغربية معروفة بالفحم الحجري. يقع إقليم جرادة في الجهة الشرقية جنوب عمالة وجدة - أنكاد، على مساحة تقدر ب: 9300 كلم 2 و يمتاز بتضاريس يغلب عليها الطابع الجبلي، وبمناخ قارس بارد وقارس شتاء، وحار وجاف صيفا .

## تاريخ المدينة
عديدة هي الكتابات التاريخية التي ترجع نشأة مدينة جرادة إلى العقد الثالث من القرن المنصرم كما هو الشأن عند السوسيولوجي باسكون وروبير مونتانيي، اللذان يرجعان الفضل في تشييدها إلى فرنسا.
ولكن يمكن اعتبار مثل هذه الكتابات تدخل في باب الدعاية للمرحلة الكولونيالبة، لأن ناحية جرادة كانت معروفة منذ أمد بعيد وكانت عبارة عن مجال جغرافي واسع يخضع لسلطة جبلية ذات غابة تتشكل أساسا من اشجار البلوط.
كانت معروفة قبل اكتشاف الفحم ب فدان الجمل وكان مجالا لرعاية القبائل البدوية المجاورة – بني يعلى، أولاد سدي علي بوشنافة، بني كيل، بني مطهر… وغيرهم – هذه القبائل التي قطنت في خيام من الصوف أو الحلفاء.
وقد اعتمدت القبائل البدوية التي قطنت منطقة جرادة على الاقتصاد الرعوي الذي يعتمد على تضامن الجماعة ويتميز بالثقافة الواحدة وبنفس العادات الاجتماعية.
ويمكن إجمال أهم الأسباب التي كانت وراء عدم استقرار هذه القبائل واعتمادها على التنقل والرعي إلى:
-قساوة المناخ وعدم انتظام التساقطات وهشا شة التربة فضلا عن طبيعة التضاريس الغير مشجعة على الزراعة التي تتطلب الاستقرار.
-نقص مصادر الماء
-وجود جرادة خارج محور الطرق التجارية.
جرادة اكتشاف الفحم الحجري
قبل توقيع معاهدة الحماية سنة 1912 أرسلت فرنسا مجموعة من الباحثين الجيولوجيون قصد دراسة جيولوجية بعض المناطق لإلحاقها بالإمبراطورية الفرنسية.
وقد استطاع الجيولوجي الفرنسي لويس جونتيل (louis gentil) سنة 1908 من التوصل إلى اكتشاف العلامات الأولى لوجود الفحم الحجري بمنطقة جرادة. وفي سنة 1927 وتبعا لدراسة أجرتها شركة
اسطاع الجيولوجي البلجيكي أورغي اكتشاف حوض الفحم بجرادة، وقد ابتدأ استغلال الفحم بمجرد الانتهاء من حفر آبار الاستخراج في عام 1936 وهكذا أصبحت جرادة مركزا منجميا لينشأ مجتمعا آخر، وأسلوب حياة آخر، جديد، وبفضل الأهمية الاقتصادية التي أصبحت لجرادة مع اكتشاف الفحم فقد أضحت قبلة لهجرة القبائل الرعوية المجاورة التي استقرت بالمدينة وأمدتها باليد العاملة، وإلى جانب هذا فقد اسقبلت جرادة قادمين من <سوس تزنيت تارودانت تازة الريف الأطلس المتوسط…..>خصوصا خلال سنوات الجفاف.
ولتشجيع الوافدين على الاستقرار أنشأت شركة المفاحم أحياء ودكاكين وأماكن للتسلية وأخرى للعبادة، في احترام تام للتقاليد الإسلامية والمغربية. وبجانب هده الأحياء الشعبية أنشأت أحياء جديدة، أكثر عصرية بهندستها وطرقها ومجالها الأخضر، عرفت ب – الأحياء الأوربية- بينما عرفت الأحياء الأخرى ب – أحياء المغاربة- وهي الأحياء الشعبية.
إنشاء مدينة جرادة والنمو الدي عرفته بفضل تطور القطاع المنجمي بها ومع الإنتاج المرتفع للفحم <350.000طن عام 1953> قامت شركة - مفاحم شمال أفريقيا – التي أشرفت على تسير المنجم منذ 1947 بالرفع من عدد العمال الذين وصل عددهم إلى 6.000 عامل 5.300 مغربيا و 700 أوروبي.
مما أعطى للمدينة طابعها كمدينة عمالية تحتوي على تجمع بشري ضخم وهام مامكن من توسيع النواة الحضرية وجعل المدينة تتسم بسرعة النمو الديموغرافي حيث بلغت نسبة المواليد عام 1954 282 على 358 هذا النمو الاجتماعي والسكاني شجع الإدارة على إعلان ميلاد الجماعة وهي مؤسسة اجتماعية تقليدية كانت تمارس أنشطتها عبر مختلف مناطق المغرب <ظهير 21-11-1916> وقد أنشات هده المؤسسة الجماعة في نفس الوقت الذي تم فيه خلق مركز المراقب المدني <يوليوز – غشت 1947>.
وقد كانت هذه الجماعة مؤلفة من منتخبين مختارين من قبل رؤساء العائلات حسب الانتماء الإثني لكل مجموعة قبيلة مما يعطي لكل قبيلة تمثيلية داخل هذا المجلس وكانت تعالج المشاكل القائمة والخلافات المسجلة لدى السكان بصفة إجمالية أو تلك التي كان يعرفها العمال على وجه الخصوص عبر اتصالها بمسؤولي المجتمع أو السلطات المحلية.
ويسجل تاريخ هذه المدينة العمالية عدة أحدات خالدة منها:
- زيارة محمد الخامس رفقة ولي عهده الحسن الثاني سنة 1936.
- زيارة الجنرال الاستعماري الفرنسي <جوان> عام 1948 عندما تسلّم الفرنسيون استغلال وإدارة المنجم من البلجكين.
- في سنة 1962 قام الملك الراحل الحسن الثاني بزيارة للمدينة
- وقد زارها الملك محمد السادس عام 2001

## التسمية
عرفت هده الناحية عدة تسميات :
1- فدان الجمل : وقد عرفت هذه المنطقة هذا الاسم قبل اكتشاف الفحم الحجري.
2- النمرة حداش: وهو عبارة عن بئر الاستخراج <ب11 وب12> حي ابن رشد حاليا
3- المعدن : وقد سميت كذالك في إحالة على المنجم
4- لعوينات : نسبة إلى حي لعوينات الواقع على بعد 5 كيلو مترات من مدينة جرادة.
5- جرادة : هذا الاسم هو في الحقيقة لجبل شخار الذي يوجد شرق المركز المنجمي في ملتقى الطريق الثانوية رقم 406 والطريق الرئيسية رقم 19 وجدة عين بني مطهر.
وحسب الأسطورة الشعبية فإن اسم جرادة يأتي من كون أحد الرعاة شاهد جرادة على ظهر شاة قادمة من الظهرة <النجود العليا>ولم تطر وتغادر ظهر الشاة إلا بعد وصول القطيع إلى قمة الشخار…ومع تكرار الحديث عن هذه الحشرة أطلق اسم جرادة على هذه المنطقة.
وفي سنة 1929 أطلقت الشركة التي كانت تستغل المنجم في هذا الوقت على نفسها الشركة الشريفة لمفاحم جرادة. 
وتطبيقا لمرسوم السفير المقيم الجنرال الفرنسي ل06-09-1932 أطلقت إدارة البريد اسم جرادة على مكتبها المحلي.

## شخصيات ولدت بجرادة
- صفية بوعرفة، عضو مجلس الشيوخ البلجيكي.
- نبيلة كيلاني، إعلامية مغربية.